# BelAZ
BelAZ (bjeloruski: Беларускі аўтамабільны завод ili БелАЗ) je bjeloruski proizvođač teretnih vozila i opreme za zemljane radove sa sjedištem u Žodzinu. Tvornica je otvorena 1948. godine, te je proizvedeno više od 120.000 vozila za uporabu u Sovjetskom Savezu. Tvrtka radi u skladu s međunarodnim standardima ISO 9000.

## Povijest
- 1948., izgrađen stroj za vađenje treseta.
- 1951. tvrtka je proširila svoje postrojenje na strojeve za izgradnju cesta i melioracije te je preimenovana u "Dormaš", skraćenica od "Road Machine" i "cestovna građevinska vozila".
- 1958. tvrtka preimenovana u BelAZ. U početku proizvodili MAZ kamione.
- 1961. proizveden prvi 27-tonski BelAZ kamion za kamenolom.
- 1990. proizveden 280-tonski kamion.
- 2001. direktor BelAZ postrojenja, Pavel Marjev, odlikovan Redom Heroja Bjelorusije.
- 2005. planovi za proizvodnju kamiona BelAZ-75600 s 320 tone za Kuzbas rudarstvo.
- 2006. u jesen isporučen prvi BelAz-75600.[1]
- 2012. u travnju BelAZ najavio da će održati prvu javnu ponudu običnih dionica nekog privatnog državnog poduzeća u Bjelorusiji.[2]
- 2013. proizveden najveći kamion na svijetu BelAZ 75710 nosivosti od 450 tona.[3]

## Galerija
- Mini damper Belaz-7557
- Mini damper Belaz-7547
- Utovarivač Belaz-78221
- Zrakoplovni tegljač Belaz-74212

## Vanjske poveznice
- Službena stranica na engleskom jeziku  Arhivirana inačica izvorne stranice od 13. kolovoza 2015. (Wayback Machine)
- BelAz galerija na ruskom jeziku
- 3D modeli vozila i tehnički podaci  Arhivirana inačica izvorne stranice od 10. kolovoza 2019. (Wayback Machine)